# Попов Пилип Васильович
Пилип Васильович Попов (22 листопада 1930, село Ребриха Ребрихинського району, тепер Алтайського краю, Росія — 18 березня 2007, місто Москва, Росія) — радянський державний діяч, голова Кемеровського облвиконкому, міністр житлово-комунального господарства Російської РФСР, 1-й секретар Алтайського крайового комітету КПРС. Член ЦК КПРС у 1986—1990 роках. Депутат Верховної Ради РРФСР 10-го скликання. Депутат Верховної Ради СРСР 10—11-го скликань. Народний депутат СРСР у 1989—1991 роках.

## Життєпис
Народився в родині голови колгоспу.
У 1948—1953 роках — студент відділення шахтобудування Томського політехнічного інституту імені Кірова, здобув спеціальність гірничий інженер-шахтобудівник.
У 1953—1962 роках — гірничий інженер, начальник дільниці, головний інженер, начальник Осинніковського шахтобудівного управління Кемеровської області.
Член КПРС з 1957 року.
У 1962—1964 роках — головний інженер тресту «Таштаголшахторудбуд» комбінату «Кузбасшахтобуд» Кемеровської області.
У 1964 році — завідувач відділу будівництва і міського господарства Кемеровського промислового обласного комітету КПРС. У 1964—1966 роках — завідувач відділу будівництва і міського господарства Кемеровського обласного комітету КПРС. У 1966—1968 роках — завідувач відділу будівництва Кемеровського обласного комітету КПРС.
У 1968 — 24 вересня 1974 року — секретар Кемеровського обласного комітету КПРС.
24 вересня 1974 — березні 1977 року — 2-й секретар Кемеровського обласного комітету КПРС.
18 березня 1977 — 11 лютого 1983 року — голова виконавчого комітету Кемеровської обласної ради народних депутатів.
2 лютого 1983 — 18 лютого 1985 року — міністр житлово-комунального господарства Російської РФСР.
18 лютого 1985 — 17 лютого 1990 року — 1-й секретар Алтайського крайового комітету КПРС.
З лютого 1990 року — персональний пенсіонер союзного значення в місті Москві. У 1990—1991 роках — член комітету Верховної Ради СРСР з архітектури та містобудування.
У 1992 році — референт, у 1992—1994 роках — заступник начальника Державного проектно-будівельного об'єднання «Роскомунбуд». У 1994—1995 роках — виконавчий директор державного підприємства «Центркомунбуд». У 1995—1998 роках — виконавчий директор Регіонального громадського об'єднання «Земляцтво Кузбас». У 1998—2004 роках — радник генерального директора ВАТ «Науково-виробничий союз з розробки та виробництва нової комунальної техніки, будівництва і реконструкції об'єктів комунального призначення «Роскомунмашбуд».
З 2004 року — на пенсії в Москві.
Помер 18 березня 2007 року. Похований на Троєкуровському цвинтарі в Москві.

## Нагороди і звання
- орден Жовтневої Революції (1983)
- три ордени Трудового Червоного Прапора
- орден Дружби народів
- медаль «За освоєння надр і розвиток нафтогазового комплексу Західного Сибіру» (1978)
- медалі